# Vierzon
Vierzon [vjɛʁzɔ̃] ist eine französische Stadt im Département Cher in der Region Centre-Val de Loire. Die Stadt hat 25.254 Einwohner (Stand 1. Januar 2022). Die Industriestadt gilt als traditionelle Hochburg des Parti communiste français (PCF). Die Bewohner werden Vierzonnais und Vierzonnaises genannt.
Die Stadt erhielt die Auszeichnung „Zwei Blumen“, die vom Conseil national des villes et villages fleuris (CNVVF) im Rahmen des jährlichen Wettbewerbs der blumengeschmückten Städte und Dörfer verliehen wird.

## Geographie

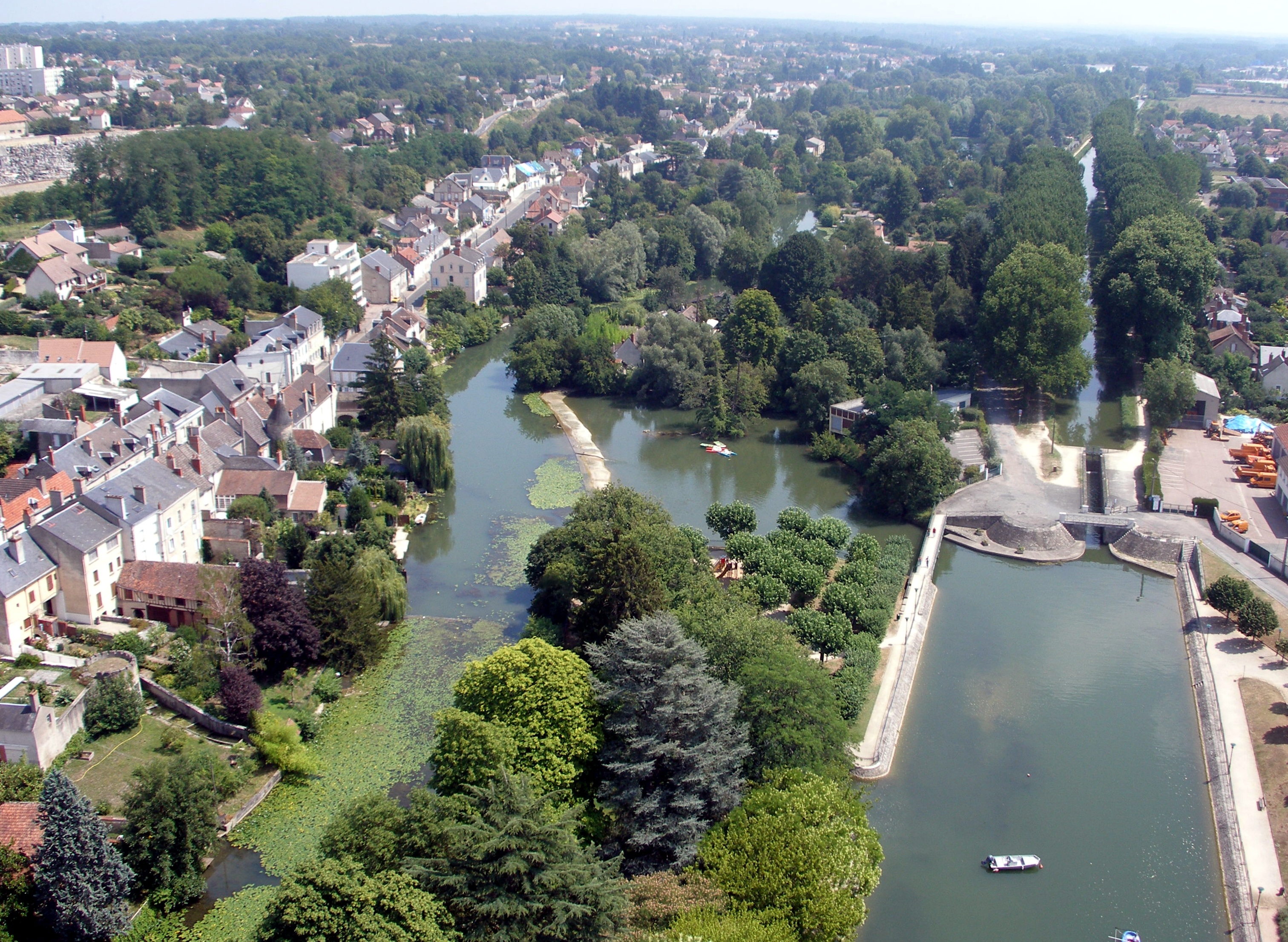
Teil der Altstadt mit der Yèvre (links) und dem Canal de Berry

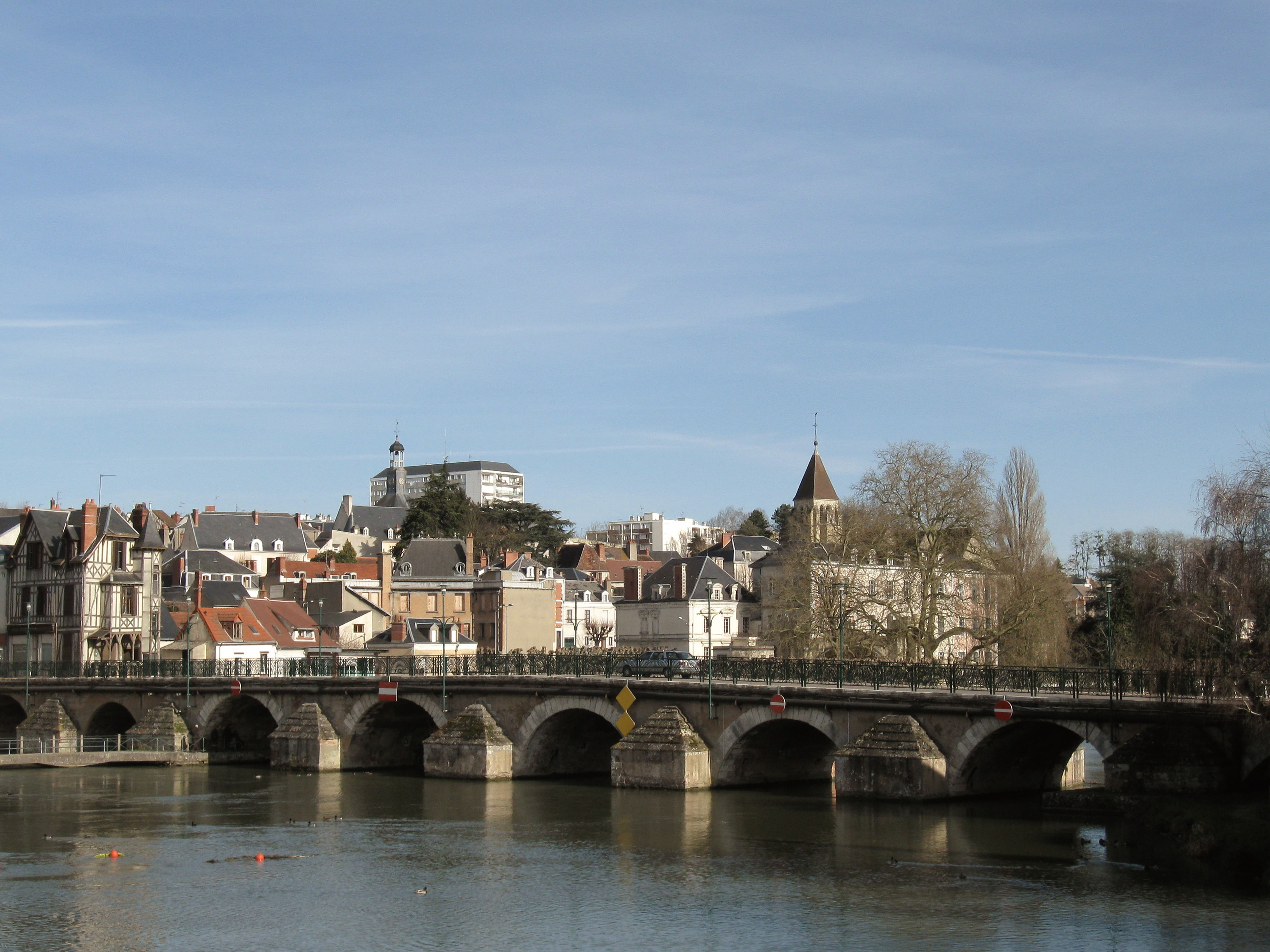
Straßenbrücke Pont Voltaire über das alte Hafenbecken

Vierzon ist Sitz der Unterpräfektur des Départements Cher und hat eine hervorgehobene Position in der Zentral-Region. Sie ist die Pforte zur Landschaft der Sologne und der Champagne von Berrichon.
Die Stadt bezeichnet sich als „Stadt des Wassers“, die Flüsse Yèvre und Cher sowie der Canal de Berry durchqueren das Stadtgebiet. Der Stadtwald hat eine Größe von 7500 Hektar. In ihm finden sich ein Golfplatz (18 Löcher), Reiterzentren und 78 km markierte Erholungswege.

## Geschichte

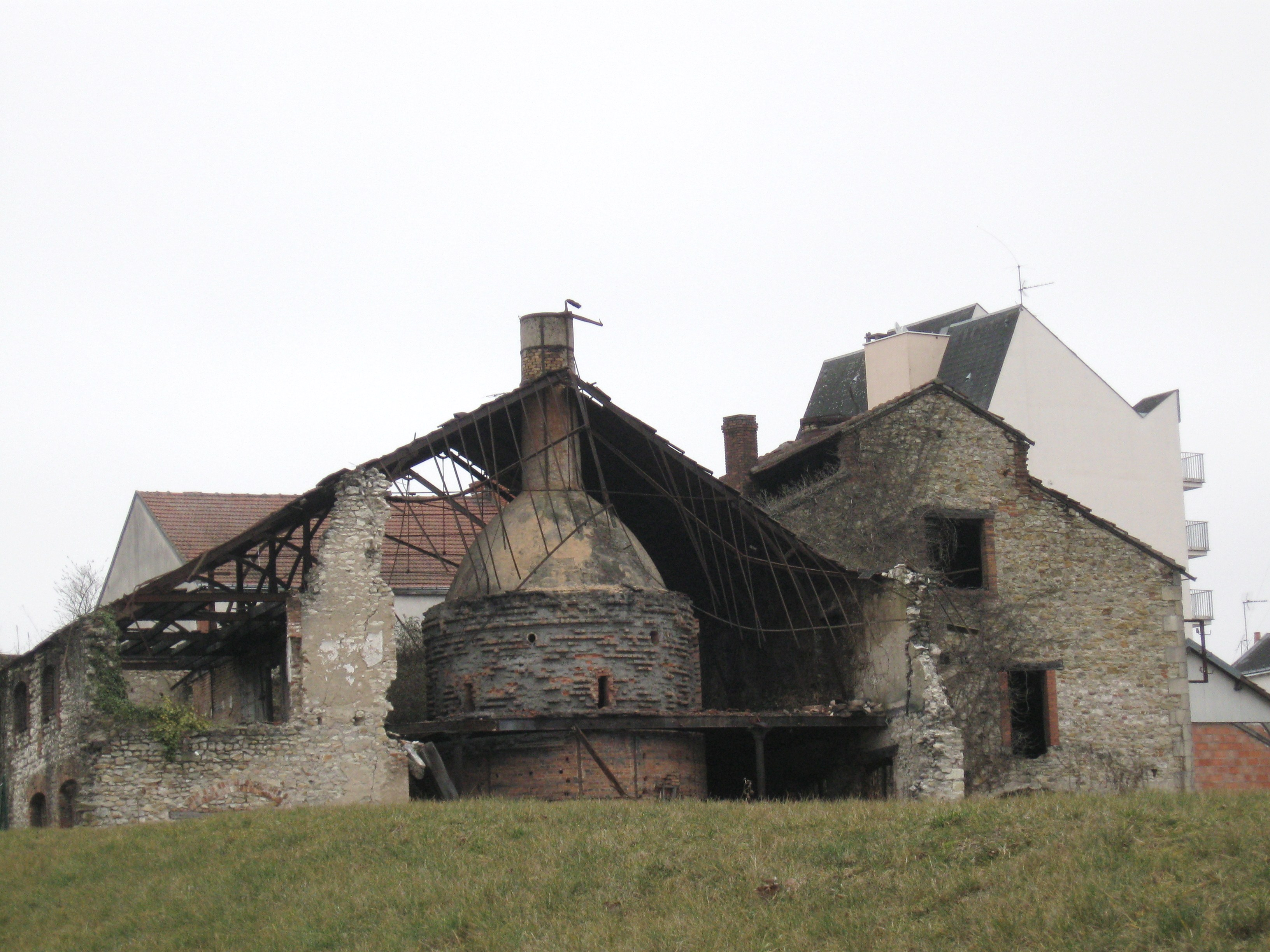
Ruine der einstigen Porzellanfabrik Gaucher

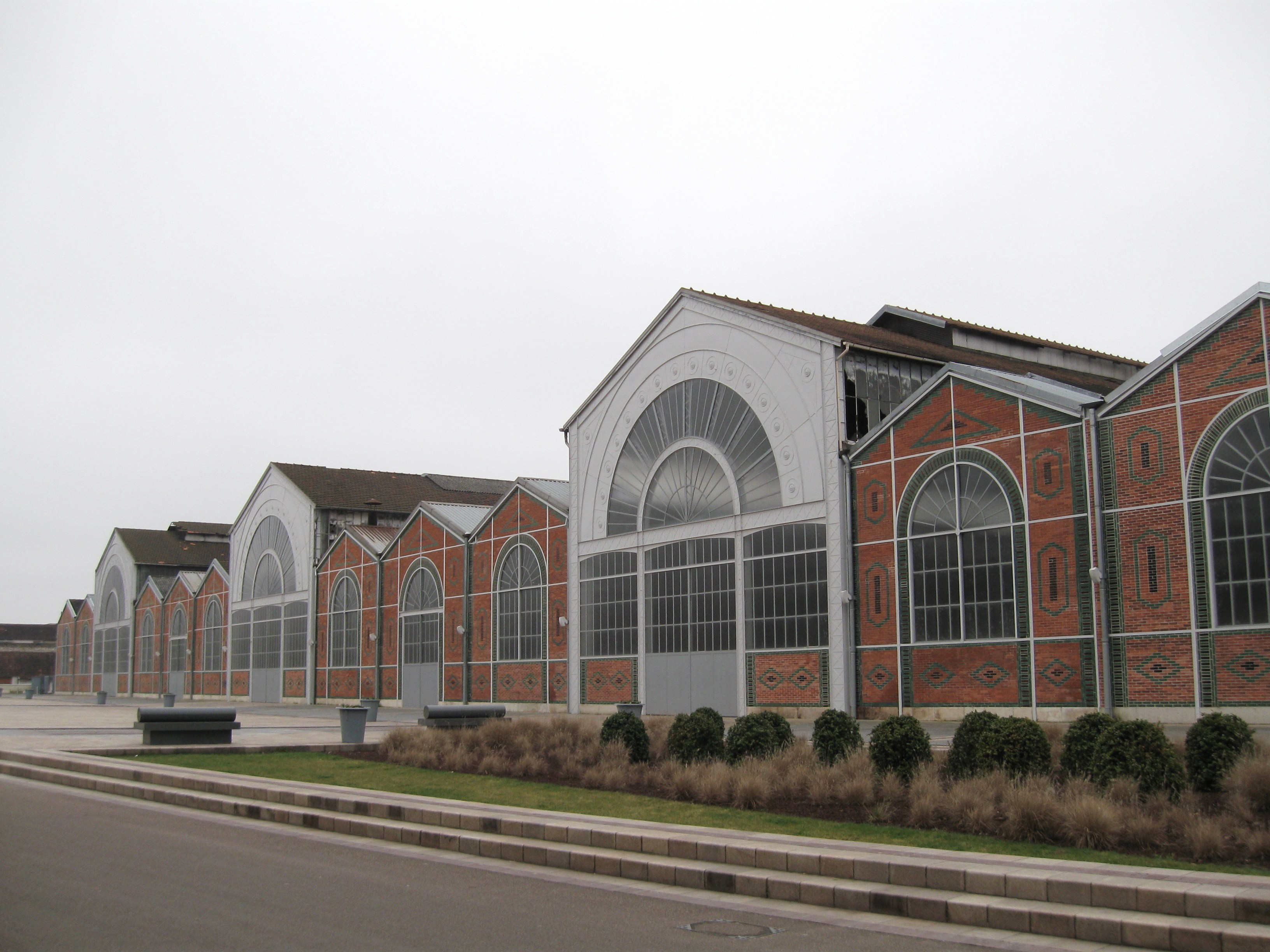
Ehemaliges Werk der Société Française de Matériel Agricole et Industriel

Die Industrialisierung Vierzons begann 1779 mit dem Bau einer Eisenhütte mit Hochöfen und einer Gießerei am Ufer der Yèvre durch den Grafen von Artois, dem späteren König Karl X. von Frankreich. Hergestellt wurden zunächst landwirtschaftliche Geräte, im Zuge der Revolutionskriege dann Waffen. Die benötigten Erze gelangten über den Cher und später auch den Canal de Berry in die Stadt.
1829 wurde im Stadtgebiet der Canal de Berry eröffnet, der das Steinkohlenrevier von Commentry mit Tours verband. Dabei wurde in Vierzon ein Hafen angelegt. 1847 erhielt die Stadt einen Bahnhof an der Strecke von Paris in Richtung Toulouse.
Die Vorkommen feuerfesten Tons begünstigten ab 1816 das Aufkommen der Porzellanindustrie. 1847 wurde die Landmaschinenfabrik Société Française de Matériel Agricole et Industriel gegründet, der weitere Fabrikansiedlungen folgten. Die „Française“ und Firmen wie Brouhot, Merlin und La Vierzonnaise verkauften Dreschmaschinen, Lokomobile und Traktoren in die ganze Welt. Anfang des 20. Jahrhunderts war Vierzon zur „Hauptstadt der Landmaschinenfabrikation“ geworden.
In den Jahren 1860 und 1874 entstanden zwei Glashütten, die bis 1957 existierten. Zu Beginn der Dritten Republik war in Vierzon die Arbeiterbewegung mit Forderungen nach besseren Arbeitsbedingungen und höheren Löhnen erstarkt. Entscheidenden Einfluss hatte der dort geborene, 1880 aus dem Exil zurückgekehrte Sozialist Édouard Vaillant.

### Zweiter Weltkrieg
Kurz nach dem Ausbruch des Zweiten Weltkriegs wurde in Vierzon das Internierungslager Sourioux eröffnet, in dem vorwiegend deutsche Emigranten festgehalten wurden. Das Lager wurde kurz vor dem Waffenstillstand von Compiègne (1940) geschlossen.
Während der deutschen Besetzung Frankreichs im Zweiten Weltkrieg war die Stadt zweigeteilt. Die Demarkationslinie zwischen der besetzten und der unbesetzten Zone verlief längs des Flusses Cher. Viele Einzelpersonen und Widerstandsgruppen organisierten in Vierzon heimliche Grenzübertritte für Menschen, die in die bis November 1942 unbesetzte Zone Frankreichs flüchten wollten. Zwischen Juni und August 1944 wurde die Stadt als bedeutender Eisenbahnknoten mehrfach von Flugzeugen der Alliierten bombardiert. Dabei kamen insgesamt 54 Menschen ums Leben, davon 52 bei einem Angriff auf den Rangierbahnhof in der Nacht des 1. Juli. 250 Gebäude wurden zerstört. 
Am 4./5. September 1944 wurde Vierzon befreit.

### Bevölkerungsentwicklung und Strukturwandel
Über Jahrzehnte war Vierzon von Deindustrialisierung, dem Verschwinden kleiner Läden und Restaurants im Stadtzentrum und der Abwanderung der jüngeren Bevölkerung in größere Städte und Agglomerationen betroffen. Dieser Entwicklung versucht die Stadtverwaltung mit zahlreichen Projekten entgegenzutreten. Dennoch verlor Vierzon von 2007 bis 2017 rund 1.300 Arbeitsplätze auf eine Gesamtzahl von 11.000. Die Bedeutung des Parti communiste français (PCF) wird immer häufiger durch das rechtsaußen positionierte Rassemblement national (RN, der frühere Front National) in Frage gestellt, das bei der Präsidentschaftswahl 2017, deutlich über dem landesweiten Durchschnitt, im zweiten Wahlgang bei 39,08 % der Stimmen lag. Bei den Europaratswahlen 2019 erhielt die RN-nahe Liste mit 28,2 % die meisten Stimmen. Die Kommunisten konnten jedoch 2008 das Stadtpräsidium mit Nicolas Sansu zurückerlangen. Sansu wurde zuletzt mit 50,18 % im ersten Wahlgang im Amt bestätigt. Er kämpft in Vierzon mit erheblichen sozialen Problemen, lebte doch 2018 fast ein Viertel der Bevölkerung unter der für Frankreich festgelegten Armutsschwelle. Die Niederlassung von Ausländern oder Franzosen aus den Französischen Überseegebieten wird von RN-Wählern kritisiert.
| Jahr                       | 1962   | 1968   | 1975   | 1982   | 1990   | 1999   | 2006   | 2018   | 2020   |
| Einwohner                  | 31.549 | 33.775 | 35.699 | 34.209 | 32.235 | 29.719 | 28.147 | 25.725 | 25.045 |
| Quellen: Cassini und INSEE |        |        |        |        |        |        |        |        |        |

## Wirtschaft
Die Stadt ist reich an Geschichte, Natur und Industrie. Sie hat in Frankreich ein Renommée fürs „Gewusst-Wie“ und für Kreativität auf technologischem Gebiet. Die Wirtschaft von Vierzon basiert auf vier Säulen:
- Mechanik und Metallurgie, ein Sektor von nationaler Bedeutung mit Einzel- und Serienfertigung, in Stahlbau und Montage von Maschinen und Teilen.
- Der Modellbau ist eine Besonderheit der Vierzonnaiser Unternehmen. Neben der Fertigung stehen auch entsprechende Konstruktions-Kapazitäten zur Verfügung.
- Die Porzellantechnik von Vierzon ist sehr bekannt. Wichtige Hersteller bekannter Tafelgeschirrmarken entwickeln und fertigen in Vierzon.
- Die Chemie und Umwelttechnik kennt insbesondere Kompostiertechniken und die Nutzung von Aktivkohle.

Der Industriepark „Sologne“ im Nordosten von Vierzon ist über sechs Hektar groß; in ihm finden sich die Unternehmen Goblet, Stop Affaires, SA Berry, TDM Automation. Im Nordosten von Vierzon liegt der Industriepark „L'Aujonnière“  mit den Firmen Bérard Godard, Bouygues Télécom, EDF/GDF, Socatrap. Der Industriepark „Vieux Domaine“ befindet sich zwei Kilometer von der Abfahrt Vierzon-Est entfernt an der  A71. Er bietet folgenden Unternehmen Platz: Apia, Drameca, ERSC, FCI, Prefor, Setec. Der Industriepark „Des Forges“ ist im Südosten des Stadtgebietes gelegen, nahe bei der Autobahn-Anschlussstelle Ost. Firmen: JTEKT, Calibracier, Pica, Parker, Yale Levage, RIC Environment, EGI Europe.
Die Multifunktionsfläche „Vieux Domaine“ und das Center Berry Logistique liegen direkt neben der Forges-Zone, mit insgesamt 120 Hektar Fläche in der Phase 1 und zu erweitern um 40 Hektar in der Phase 2. Dort finden sich:
- ein Umschlagsgebäude von 5000 m²
- ein Eisenbahndepot zum Zusammenstellen kompletter Züge

Firmen: La Poste (französische Post), LES TRANSPORTS BREGER, SNC TRANSPORTS.
Die Stadt Vierzon betreibt Industrie-Förderung mit einer eigenen Entwicklungsgesellschaft VDE.
Auch das Handwerk nutzt neben der Tradition moderne und ausgefeilte Techniken.

## Verkehr
Vierzon wird über die Autobahnen A 71, A 20 und A 85 erreicht.
Die Stadt liegt an der Kreuzung zweier Eisenbahn-Magistralen: Die Bahnstrecke Les Aubrais-Orléans–Montauban-Ville-Bourbon verbindet Paris mit Toulouse, die Strecken Vierzon–Saincaize und Vierzon–Saint-Pierre-des-Corps (bei Tours) sind Abschnitte der Achse von Lyon nach Nantes. Der Bahnhof wurde 1847 mit der Verlängerung von Orléans bis Châteauroux der von Paris kommenden Strecke durch die Eisenbahngesellschaft Compagnie du chemin de fer de Paris à Orléans (P.O.) eröffnet. 1848 ging von dort eine erste Zweigstrecke nach Bourges in Betrieb, nach der Eröffnung der Strecke nach Tours im Jahr 1869 wurde er zum bedeutenden Kreuzungsbahnhof. Am 16. Juli 1918 entgleiste zwischen Vierzon und Theillay ein Reisezug. 22 Menschen starben, 76 wurden darüber hinaus verletzt.
1904 erreichte auch das Netz der meterspurigen Schmalspurbahn Tramways de l’Indre (T.I.) Vierzon; deren Züge endeten auf der Place de la Gare nahe dem regelspurigen Bahnhof. 1937 stellten die T.I. den Betrieb wieder ein.

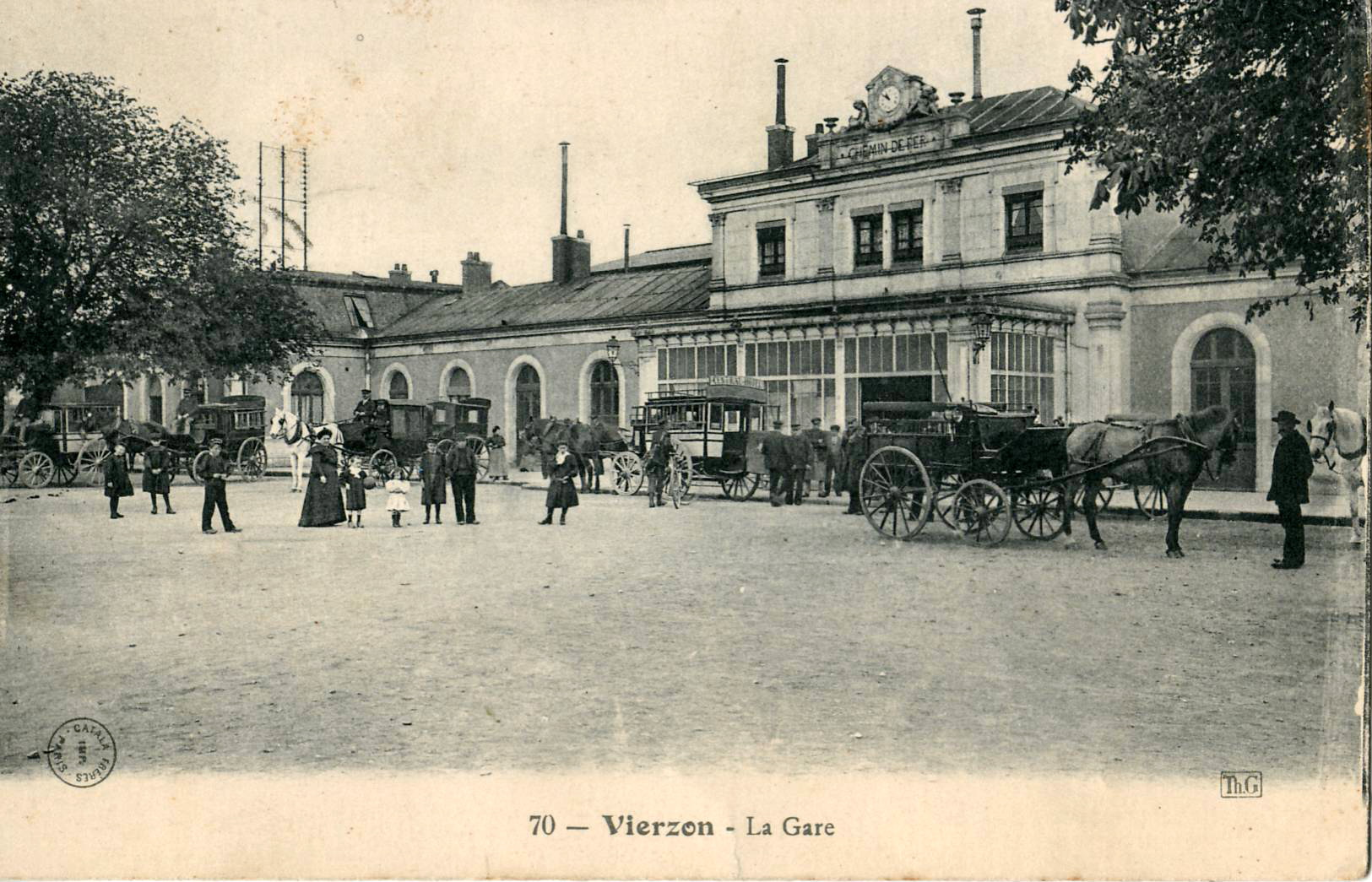
Bahnhof Vierzon vor 1917
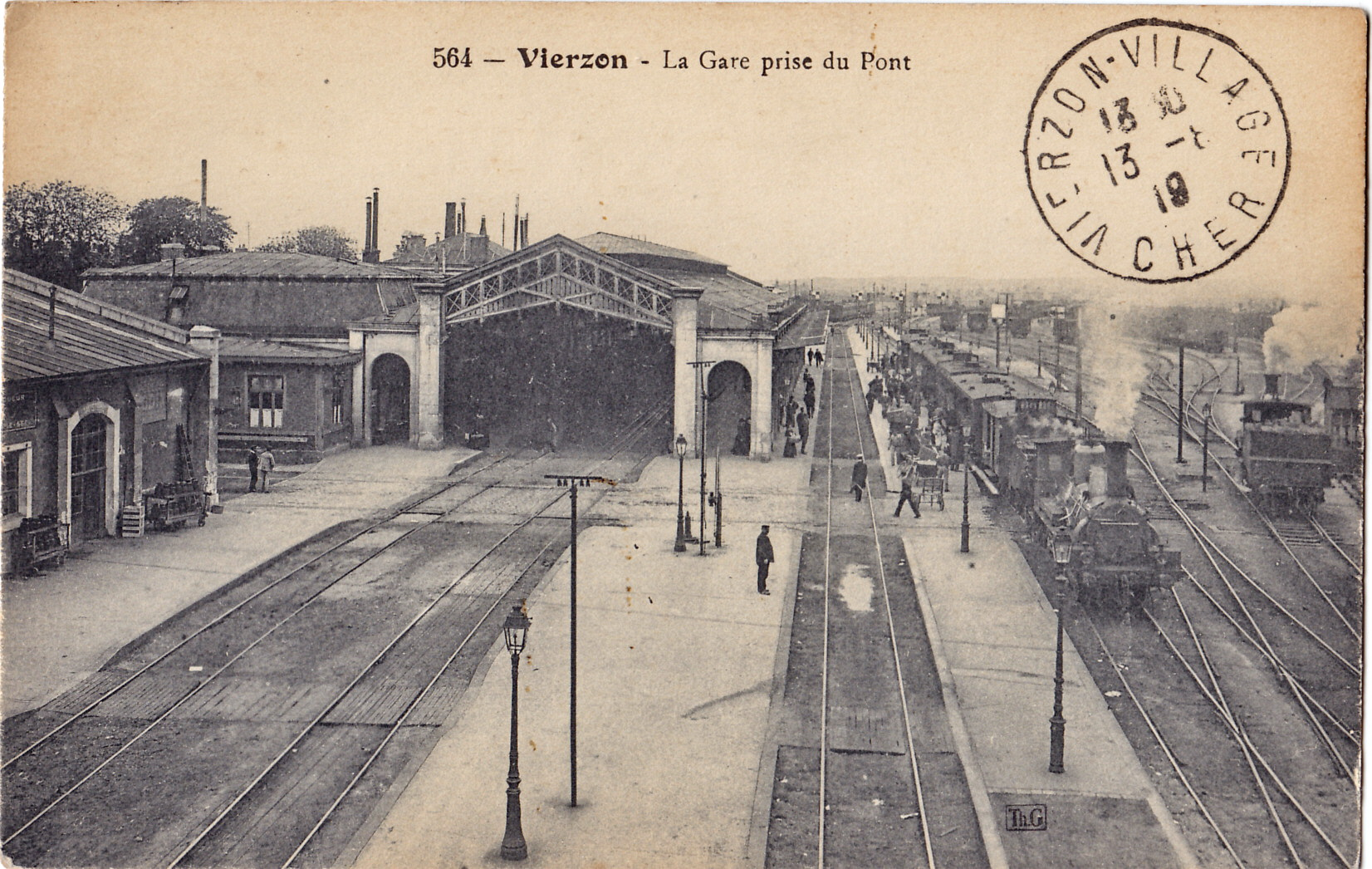
Gleisseite des Bahnhofs, vor 1919
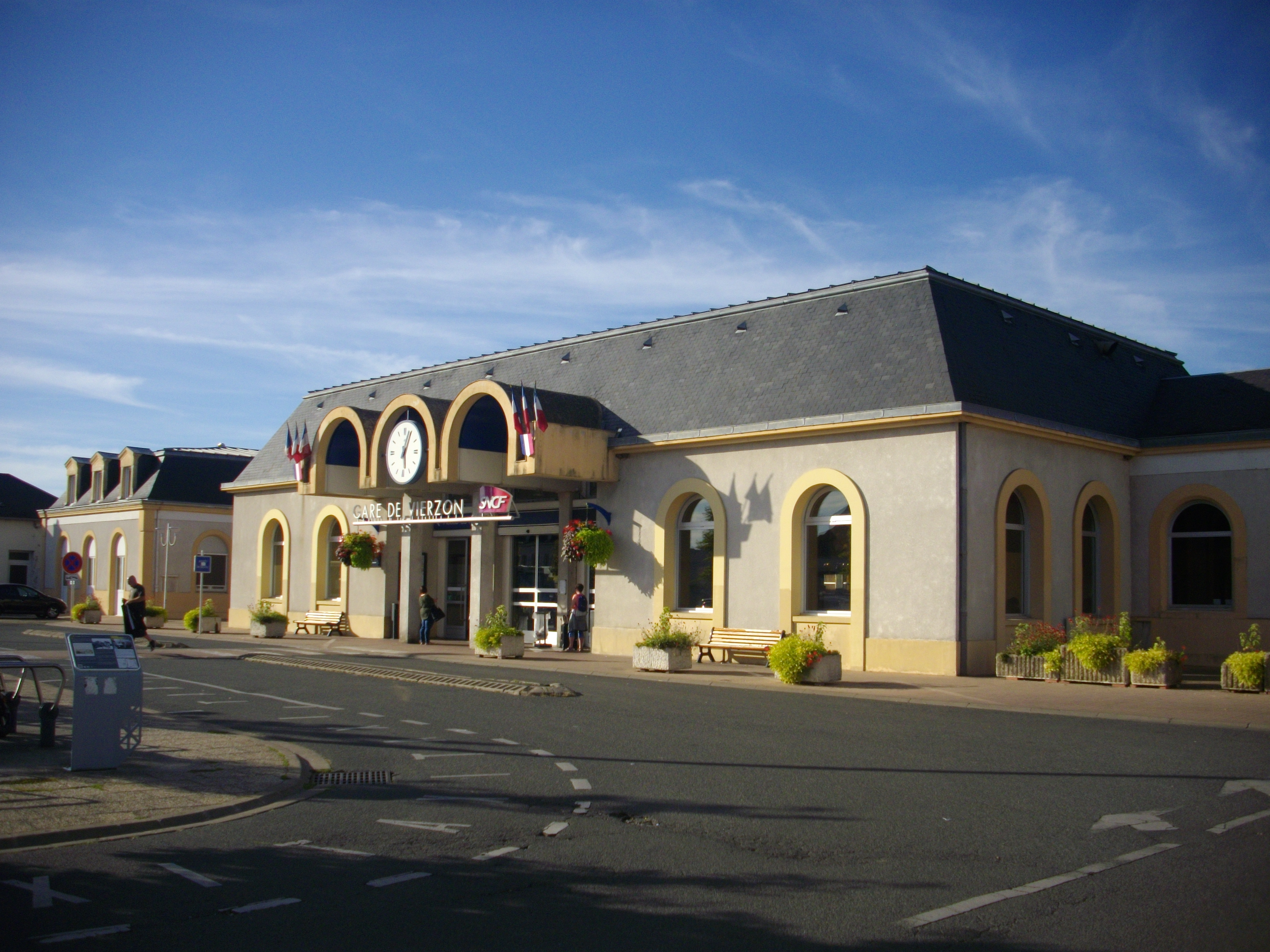
Empfangsgebäude im heutigen Zustand
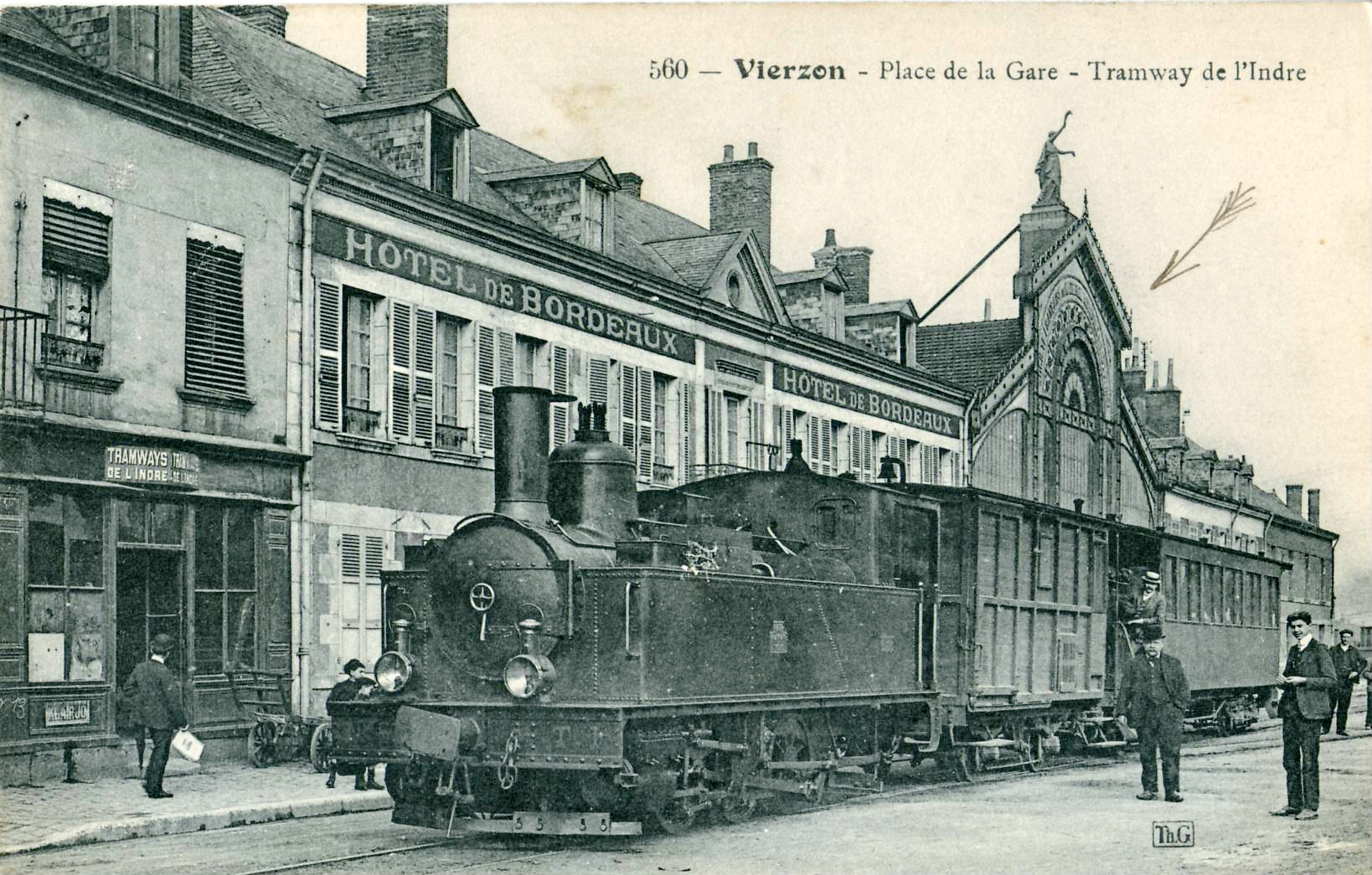
Zug der Tramways de l’Indre auf der Place de la Gare

Nächster Flugplatz ist der Flughafen Châteauroux-Centre Marcel Dassault in Déols bei Châteauroux.

## Kultur
Der Sänger Jacques Brel besang Vierzon 1968 in seinem Lied Vesoul.
Das „Theatre Mac-Nab“ (benannt nach dem aus Vierzon gebürtigen Sänger Maurice Mac-Nab) bietet ein Programm an Bühnenstücken und Tourneetheater. Es hat 500 Zuschauerplätze und eine 14 m breite, 10 m tiefe und 7 m hohe Bühne. Den Orchestergraben können 40 Musiker nutzen. Ein Saal von 400 m² mit Bar ermöglicht Ausstellungen und Musikveranstaltungen.
Das Kino „Ciné Lumière“ hat sieben Filmspielsäle mit Dolby Stereo und Clubsesseln.
Die Stadt Vierzon betreibt ein eigenes Vereinshaus, das etwa 20 Vereine für ihre Aktivitäten nutzen. Das Haus hat einen Versammlungssaal, und eine Kantine mit ca. 50 Plätzen.
Es gibt eine touristische Route des Porzellans im Umfeld von Vierzon. Das Umfeld ist ein eigenes AOC-Weinanbaugebiet. Auch der Ziegenkäse von Berry ist sehr bekannt.
Vierzon unterhält zehn Städtepartnerschaften in Frankreich/Elsass, Deutschland, Süd- und Osteuropa sowie Nordafrika und China.

## Sehenswürdigkeiten

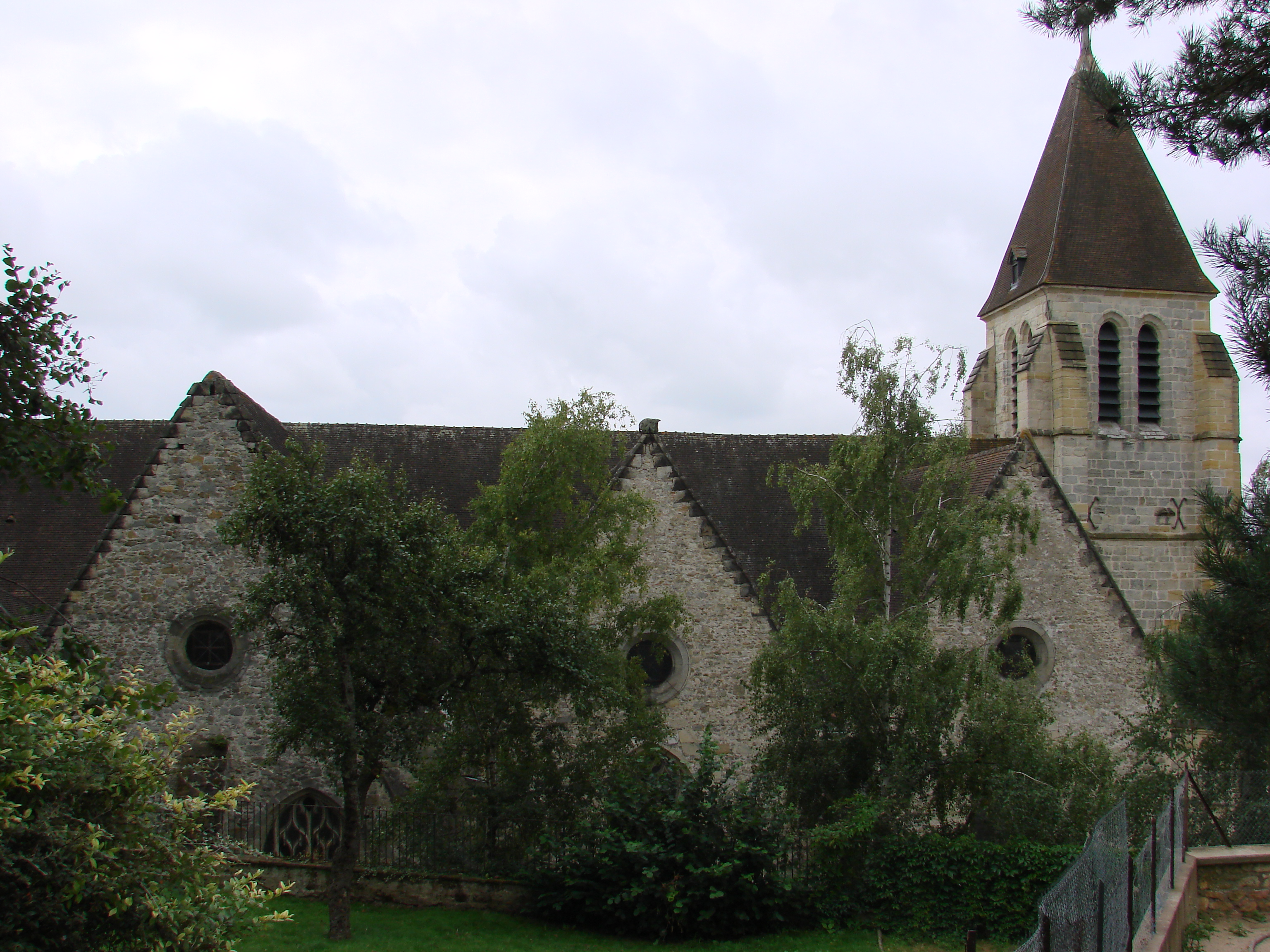
Kirche Notre-Dame

- Kirche Notre-Dame (12. bis 15. Jahrhundert), seit 1926 als Monument historique eingeschrieben
- Beffroi (12. Jahrhundert), seit 1926 als Monument historique eingeschrieben
- Musée de Vierzon, Museum für Industrie und Eisenbahngeschichte in einer ehemaligen Produktionshalle der Société Française de Matériel Agricole et Industriel, seit 1999 in Teilen als Monument historique eingeschrieben
- Musée Fours Banaux, kleines historisches Museum im Erdgeschoss des Beffroi, unter anderem mit zwei in der Region Centre-Val de Loire einzigartigen Kaminen, einem Modell der Stadt Vierzon im Mittelalter und Heiligenstatuen des 15. Jahrhunderts.[7]
- Die Gärten von Vierzon, mitten in der Stadt

## Sport
Zehn Sportplätze sind über die Region und das Stadtgebiet verteilt. Ca. 40 Sportarten werden auf ihnen ausgeübt.

## Persönlichkeiten
- Félix Pyat (1810–1889), Rechtsanwalt, Journalist, Revolutionär, Abgeordneter
- Célestin Gérard (1821–1885), Gründer der Landmaschinenfabrik von Vierzon (Société Française de Vierzon)
- Édouard Vaillant (1840–1915), Politiker, Sozialistenführer im 19. Jahrhundert
- Maurice Mac-Nab (1856–1889), Sänger
- Georges Guignard (1892–1981), Autorennfahrer
- Daniel Delas (1937–2021), Linguist und Literaturwissenschaftler
- Jean-Claude Meunier (1950–1985), Radrennfahrer
- Alain Meunier (1952–1980), Radrennfahrer
- Josman (* 1992), Rapper

## Städtepartnerschaften
Die Stadt Vierzon hat mit zahlreichen Städten Partnerschaften geschlossen:
- Barcelos (Portugal), seit 1998
- Bitterfeld (Deutschland), seit 1959
- Develi (Türkei), seit 1992
- Dongxihu (China), seit 1995
- El Jadida (Marokko), seit 1987
- Hereford (Vereinigtes Königreich), seit 1994
- Kahalé (Libanon), seit 2006
- Kamienna Góra (Polen), seit 1996
- Miranda de Ebro (Spanien), seit 1993
- Rendsburg (Deutschland), seit 1955
- Sig (Algerien), seit 1987

Mit zwei Gemeinden aus dem Osten Frankreichs bestehen langjährige Beziehungen, die auf Patenschaften beruhen,
die im Zusammenhang mit den beiden Weltkriegen übernommen worden waren:
- Ronvaux, seit 1923
- Wittelsheim